# Winton Dean
Winton Dean (Birkenhead, 18 de março de 1916 — Hambledon, 19 de dezembro de 2013) foi um musicólogo britânico.
Filho do cineasta e ator Basil Dean, educou-se na Universidade de Westminster e na Universidade de Cambridge. Depois da II Guerra Mundial sua carreira como escritor começou a florescer, publicando vários artigos sobre Bizet. Também deixou vários trabalhos sobre a ópera francesa e italiana, mas sua fama repousa especialmente sobre suas pesquisas em torno da obra musical de Händel, que se tornaram referenciais.